# Trichomorpha rugosella
Trichomorpha rugosella är en mångfotingart som beskrevs av Chamberlin 1923. Trichomorpha rugosella ingår i släktet Trichomorpha och familjen Chelodesmidae. Inga underarter finns listade i Catalogue of Life.